# Chengjiao (socken i Kina, Hunan, lat 26,14, long 113,11)
Chengjiao (kinesiska: 城郊, 城郊乡) är en socken i Kina. Den ligger i provinsen Hunan, i den södra delen av landet, omkring 230 kilometer söder om provinshuvudstaden Changsha.
Genomsnittlig årsnederbörd är 1 800 millimeter. Den regnigaste månaden är augusti, med i genomsnitt 276 mm nederbörd, och den torraste är oktober, med 25 mm nederbörd.